# Raiffeisenbank Westhausen
Die Raiffeisenbank Westhausen eG ist eine Genossenschaftsbank mit Sitz in der baden-württembergischen Gemeinde Westhausen im Ostalbkreis.

## Geschichte
Die heutige Raiffeisenbank Westhausen eG wurde am 15. März 1893 in Westhausen gegründet und fusionierte im Jahr 1970 mit der Genossenschaftsbank Dalkingen eGmbH mit dem Sitz im heutigen Rainau und im Jahr 1972 letztmals mit der Spar- und Darlehnskasse Lippach eGmbH mit dem Sitz im heutigen Westhausen.

## Rechtsverhältnisse
Die Raiffeisenbank Westhausen eG ist im Genossenschaftsregister beim Amtsgericht Ulm unter GnR 510015 eingetragen.

## Organisationsstruktur
Rechtsgrundlagen sind das Genossenschaftsgesetz und die durch die Generalversammlung beschlossene Satzung. Organe der Bank sind der Vorstand, der Aufsichtsrat und die Generalversammlung.

## Sicherungseinrichtung
Die Raiffeisenbank Westhausen eG ist der amtlich anerkannten Sicherungseinrichtung des Bundesverbandes der Deutschen Volksbanken und Raiffeisenbanken GmbH und der zusätzlichen freiwilligen Sicherungseinrichtung des Bundesverbandes der Deutschen Volksbanken und Raiffeisenbanken e.V. angeschlossen.

## Geschäftsausrichtung
Die Raiffeisenbank Westhausen eG betreibt das Universalbankgeschäft. Im Verbundgeschäft arbeitet sie mit der DZ Bank, R+V Versicherung, Bausparkasse Schwäbisch Hall, Teambank, VR Leasing, DZ Hyp und der Union Investment zusammen.

## Geschäftsgebiet
Das Geschäftsgebiet liegt im Zentrum des Ostalbkreises.
An diesen Orten betreibt die Bank Filialen:
- Westhausen (Hauptstelle, jur. Sitz + 1 weitere Geschäftsstelle)
- Dalkingen (Geschäftsstelle)